# Вестернпорт (Мериленд)
Вестернпорт (енгл. Westernport) град је у америчкој савезној држави Мериленд.

## Демографија
По попису из 2010. године број становника је 1.888, што је 216 (-10,3%) становника мање него 2000. године.
| Група             | 2000.         | 2010.         |
| Белци             | 2.085 (99,1%) | 1.856 (98,3%) |
| Афроамериканци    | 4 (0,2%)      | 10 (0,5%)     |
| Азијати           | 3 (0,1%)      | 2 (0,1%)      |
| Хиспаноамериканци | 6 (0,3%)      | 8 (0,4%)      |
| Укупно            | 2.104         | 1.888         |